# Bahnstrecke Düsseldorf–Elberfeld
| |              | von Dortmund                                 |                                           |
| Bahnhof · S-Bahnhof | 115,4 (38,1) | Wuppertal Hbf (Bft, ehem. Elberfeld)         | 156 m                                     |
| Strecke · S-Bahnhof · Kopfbahnhof Streckenanfang (Strecke außer Betrieb)                                                                                        | 114,6 (37,3) | Wuppertal-Steinbeck (Bft)                    | 159 m                                     |
| Strecke · Abzweig geradeaus und ehemals von links · Abzweig nach links und nach rechts (Strecke außer Betrieb)                                                  |              | ehem. Burgholzbahn nach Cronenberg           | ehem. Burgholzbahn nach Cronenberg        |
| ehemaliger Haltepunkt / Haltestelle · S-Bahnhof | 111,9 (34,6) | Wuppertal-Zoologischer Garten                | 155 m                                     |
| Brücke über Wasserlauf · Brücke über Wasserlauf |              | Sonnborner Eisenbahnbrücke, Wupper           | Sonnborner Eisenbahnbrücke, Wupper        |
| Kreuzung mit U-Bahn geradeaus oben · Kreuzung mit U-Bahn geradeaus oben                                                                                         |              | Wuppertaler Schwebebahn                      | Wuppertaler Schwebebahn                   |
| |              |                                              |                                           |
| ehemaliger Haltepunkt / Haltestelle · S-Bahn-Halt | 111,1 (33,8) | Wuppertal-Sonnborn (ehem. Sonnborn BME)      | 156 m                                     |
| |              |                                              |                                           |
| Kreuzung geradeaus unten (Querstrecke außer Betrieb) · Abzweig geradeaus und ehemals von rechts                                                                 |              | ehem. Verbindungskurve von Nordbahn          | ehem. Verbindungskurve von Nordbahn       |
| Strecke von links · Kreuzung geradeaus oben · Abzweig geradeaus und nach rechts                                                                                 |              | (niveaufreie Ausfädelung im Bf Vohwinkel)    | (niveaufreie Ausfädelung im Bf Vohwinkel) |
| S-Bahnhof · Bahnhof · S-Bahnhof | 109,1 (31,9) | Wuppertal-Vohwinkel (Keilbahnhof)            | 172 m                                     |
| Abzweig ehemals quer und nach rechts · Kreuzung geradeaus oben (Querstrecke außer Betrieb) · Abzweig geradeaus und ehemals von rechts                           |              | von Essen-Überruhr                           | von Essen-Überruhr                        |
| ehemaliger Bahnhof · ehemaliger Bahnhof |              | Wuppertal-Vohwinkel (alt)                    | Wuppertal-Vohwinkel (alt)                 |
| Strecke · Abzweig geradeaus und ehemals nach links · Abzweig quer und von rechts (Strecke außer Betrieb)                                                        |              | urspr. nach Solingen                         | urspr. nach Solingen                      |
| Strecke · Strecke · Dienststation / Betriebs- oder Güterbahnhof (Strecke außer Betrieb)                                                                         | 106,9 (00,0) | Wuppertal-Vohwinkel Gbf                      | Wuppertal-Vohwinkel Gbf                   |
| Strecke · Strecke · Abzweig geradeaus und nach links (Strecke außer Betrieb)                                                                                    |              | nach Solingen                                | nach Solingen                             |
| Strecke · Abzweig geradeaus und nach links · Abzweig ehemals geradeaus und von rechts                                                                           |              | (im Bft Obgruiten)                           | (im Bft Obgruiten)                        |
| Blockstelle · Strecke · Strecke | 106,1 (00,0) | Wuppertal Linden (Abzw)                      | 165 m                                     |
| Abzweig geradeaus und nach links · Kreuzung geradeaus unten · Abzweig geradeaus und von rechts                                                                  |              |                                              |                                           |
| Strecke · S-Bahnhof · Strecke | (28,4)       | Obgruiten (Bft)                              | Obgruiten (Bft)                           |
| Strecke · Strecke · Bahnhof |              | Haan-Gruiten                                 | 154 m                                     |
| Strecke · Strecke · Strecke nach links |              | nach Köln-Deutz                              | nach Köln-Deutz                           |
| | 103,9 (26,3) | Gruiten Abzw (Bft Abzw)                      | 153 m                                     |
| Strecke · S-Bahn-Halt | 101,0 (23,7) | Hochdahl-Millrath                            | 141 m                                     |
| Strecke · Blockstelle | (23,0)       | Hochdahl Awanst                              | Hochdahl Awanst                           |
| | 99,6 (22,3)  | Hochdahl (Abzw)                              | 136 m                                     |
| ehemaliger Haltepunkt / Haltestelle · S-Bahn-Halt | 99,3 (22,2)  | Hochdahl (Eisenbahnmuseum)                   | 136 m                                     |
| Strecke · Strecke |              | Steilrampe Erkrath–Hochdahl                  | Steilrampe Erkrath–Hochdahl               |
| ehemaliger Haltepunkt / Haltestelle · S-Bahn-Halt | 96,5 (19,2)  | Erkrath                                      | 54 m                                      |
| Abzweig geradeaus und von rechts · Strecke |              | von Mettmann                                 | von Mettmann                              |
| |              |                                              |                                           |
| Dienststation / Betriebs- oder Güterbahnhof · S-Bahnhof | 93,8 (16,6)  | Düsseldorf-Gerresheim (ehem. Gerresheim BME) | 46 m                                      |
| |              |                                              |                                           |
| Abzweig geradeaus und ehemals von rechts · Strecke |              | von Mettmann (bis 1891)                      | von Mettmann (bis 1891)                   |
| Strecke · Abzweig geradeaus und ehemals nach links · Strecke von rechts (außer Betrieb)                                                                         |              | ehem. Trasse bis 1891 weiter südlich         | ehem. Trasse bis 1891 weiter südlich      |
| Kreuzung geradeaus unten und rechts · Kreuzung geradeaus unten · Kreuzung geradeaus unten (Strecke geradeaus außer Betrieb)                                     |              | Güterstrecke Hardt–Düsseldorf-Eller          | Güterstrecke Hardt–Düsseldorf-Eller       |
| Blockstelle · Strecke · Strecke (außer Betrieb) | 90,7 (00,0)  | Düsseldorf Fortuna (Abzw)                    | 46 m                                      |
| Kreuzung geradeaus oben · Kreuzung geradeaus oben · Kreuzung (Strecke geradeaus außer Betrieb)                                                                  |              | Anschlussgleis von D-Grafenberg              | Anschlussgleis von D-Grafenberg           |
| Strecke · Strecke · Blockstelle (Strecke außer Betrieb) |              | Abzw Oberbilk BME                            | Abzw Oberbilk BME                         |
| Strecke · Strecke · Strecke nach halblinks (außer Betrieb) |              | ehem. Trasse bis 1891 (siehe unten)          | ehem. Trasse bis 1891 (siehe unten)       |
| Blockstelle · Strecke | 90,0 (00,0)  | Düsseldorf Dora (Abzw)                       | 44 m                                      |
| Strecke · S-Bahn-Halt | (12,6)       | Düsseldorf-Flingern                          | 44 m                                      |
| Kreuzung geradeaus oben und rechts · Kreuzung geradeaus oben |              | Güterumgehungsbahn (Trasse der CME)          | Güterumgehungsbahn (Trasse der CME)       |
| Kreuzung geradeaus oben · Kreuzung geradeaus oben · Strecke von rechts                                                                                          |              | von Duisburg                                 | von Duisburg                              |
| Kreuzung geradeaus oben · Abzweig geradeaus und von rechts · Strecke                                                                                            |              | von Duisburg (S-Bahn)                        | von Duisburg (S-Bahn)                     |
| Abzweig geradeaus und von rechts · Strecke · Strecke |              | Ortsgleise von Düsseldorf Flughafen          | Ortsgleise von Düsseldorf Flughafen       |
| Kreuzung geradeaus oben (Querstrecke außer Betrieb) · Kreuzung geradeaus oben (Querstrecke außer Betrieb) · Kreuzung geradeaus oben (Querstrecke außer Betrieb) |              | ehem. Güterumgehungsbahn (tief)              | ehem. Güterumgehungsbahn (tief)           |
| Bahnhof · S-Bahnhof · Bahnhof | 88,4 (11,1)  | Düsseldorf Hbf                               | 42 m                                      |
| Kreuzung (Querstrecke außer Betrieb) · Kreuzung (Querstrecke außer Betrieb) · Kreuzung (Querstrecke außer Betrieb)                                              |              | ehem. Trasse bis 1891 (siehe unten)          | ehem. Trasse bis 1891 (siehe unten)       |
| Strecke · Strecke · Strecke nach links |              | nach Köln                                    | nach Köln                                 |
| Strecke · Abzweig geradeaus und nach links |              | nach Köln (S-Bahn)                           | nach Köln (S-Bahn)                        |
| Abzweig geradeaus und nach links · Kreuzung geradeaus unten |              | Ortsgleise nach Düsseldorf-Reisholz          | Ortsgleise nach Düsseldorf-Reisholz       |
| |              | nach Neuss                                   |                                           |

| |       | Strecke von Wuppertal (siehe oben)       |                                          |
| Strecke nach rechts · Abzweig ehemals geradeaus und nach rechts                                                        | ~93,0 | heutige Trasse ab 1891 weiter nördlich   | heutige Trasse ab 1891 weiter nördlich   |
| Strecke quer · Kreuzung geradeaus unten (Strecke geradeaus außer Betrieb) · Strecke quer                               |       | Güterstrecke Abzw Hardt–Düsseldorf-Eller | Güterstrecke Abzw Hardt–Düsseldorf-Eller |
| Strecke (außer Betrieb)                                                                                                |       | Industrieanschlussgleise                 | Industrieanschlussgleise                 |
| Abzweig quer und nach rechts · Kreuzung (Strecke geradeaus außer Betrieb) · Strecke nach rechts                        |       | ehem. Trasse der Ruhrtalbahn             | ehem. Trasse der Ruhrtalbahn             |
| Blockstelle (Strecke außer Betrieb)                                                                                    | ~90,0 | Abzw Oberbilk BME                        | Abzw Oberbilk BME                        |
| Strecke quer · Kreuzung (Strecke geradeaus außer Betrieb) · Strecke quer                                               |       | Güterumgehungsbahn (Trasse der CME)      | Güterumgehungsbahn (Trasse der CME)      |
| Strecke (außer Betrieb) · Strecke von halblinks (außer Betrieb)                                                        |       | ehem. Trasse von Abzw Lierenfeld CME     | ehem. Trasse von Abzw Lierenfeld CME     |
| Bahnhof mit S-Bahn-Halt quer · Kreuzung (Strecke geradeaus außer Betrieb) · Kreuzung (Strecke geradeaus außer Betrieb) |       | Düsseldorf Hbf                           | Düsseldorf Hbf                           |
| Strecke (außer Betrieb) · Kopfbahnhof Streckenende (Strecke außer Betrieb)                                             |       | Düsseldorf CME                           | Düsseldorf CME                           |
| Bahnhof (Strecke außer Betrieb)                                                                                        | 87,0  | Düsseldorf DEE (Graf-Adolf-Platz)        | Düsseldorf DEE (Graf-Adolf-Platz)        |
| Bahnhof (Strecke außer Betrieb)                                                                                        |       | Düsseldorf Rheinknie                     | Düsseldorf Rheinknie                     |
| Kopfbahnhof Streckenende (Strecke außer Betrieb)                                                                       |       | Düsseldorf Hafen                         | Düsseldorf Hafen                         |
| |       |                                          |                                          |
| Quellen: |       |                                          |                                          |

Die Bahnstrecke Düsseldorf–Elberfeld ist eine 27 Kilometer lange Eisenbahnstrecke zwischen den Hauptbahnhöfen von Düsseldorf und Wuppertal, die außerdem durch Erkrath und Haan verläuft. Auf ihr verkehren Regional-Express-Züge mit einem zusätzlichen Halt im Bahnhof Wuppertal-Vohwinkel und S-Bahnen, die neun weitere Haltepunkte bedienen. Die seit 1841 komplett in Betrieb befindliche Bahnstrecke war die Stammstrecke der 1835 gegründeten Düsseldorf-Elberfelder Eisenbahn-Gesellschaft (DEE).

## Geschichte

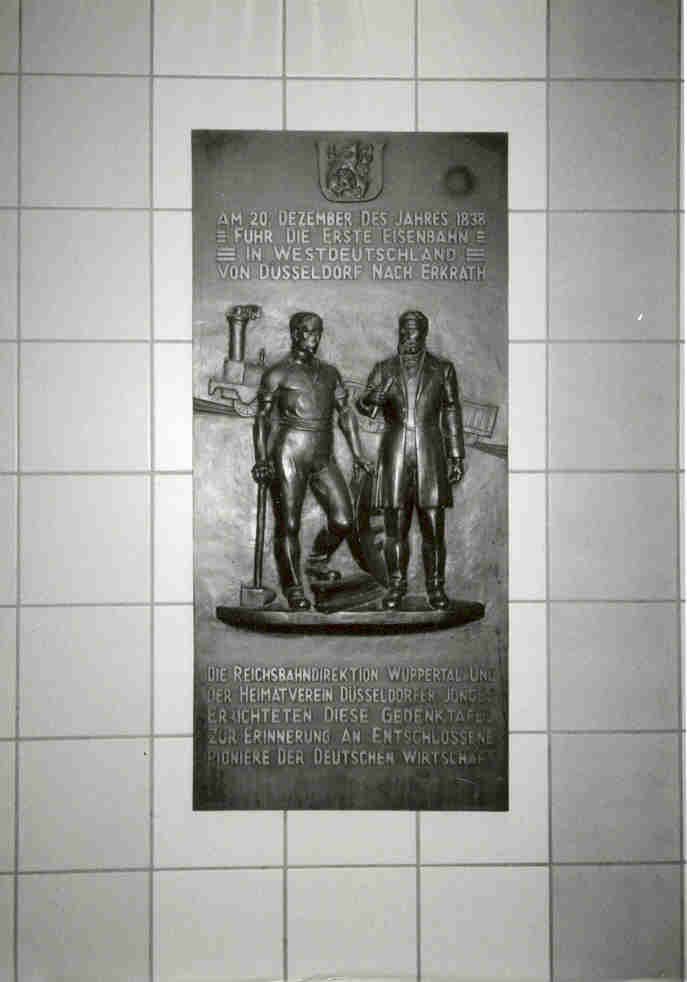
Gedenktafel im Hauptbahnhof Düsseldorf

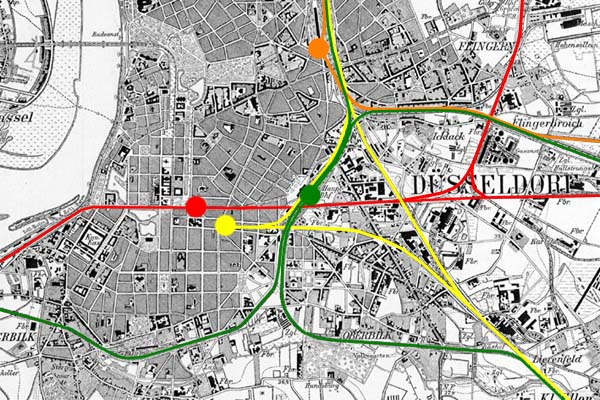
Ehemalige Trasse in rot

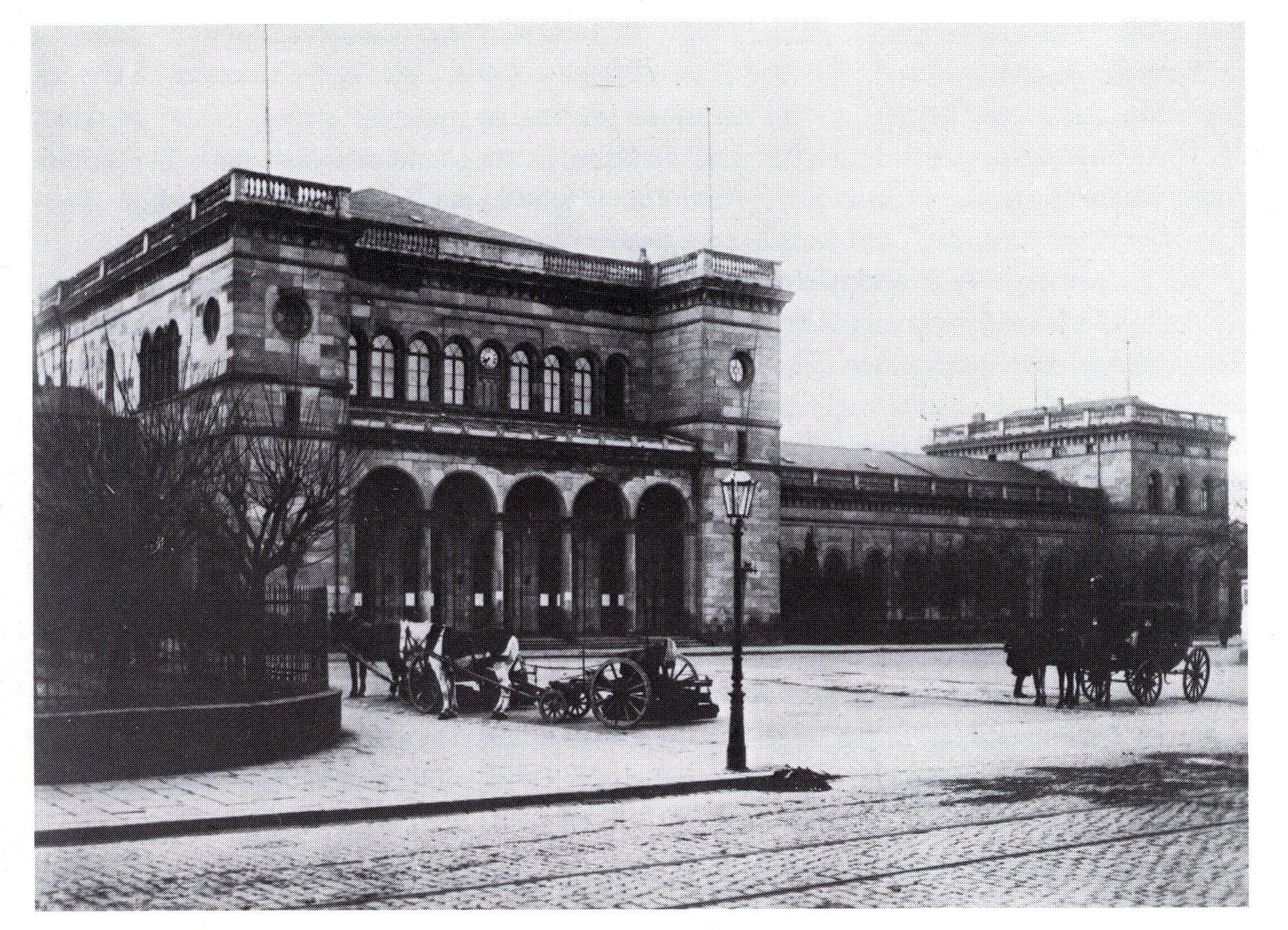
Düsseldorf, Bergisch-Märkischer Bahnhof

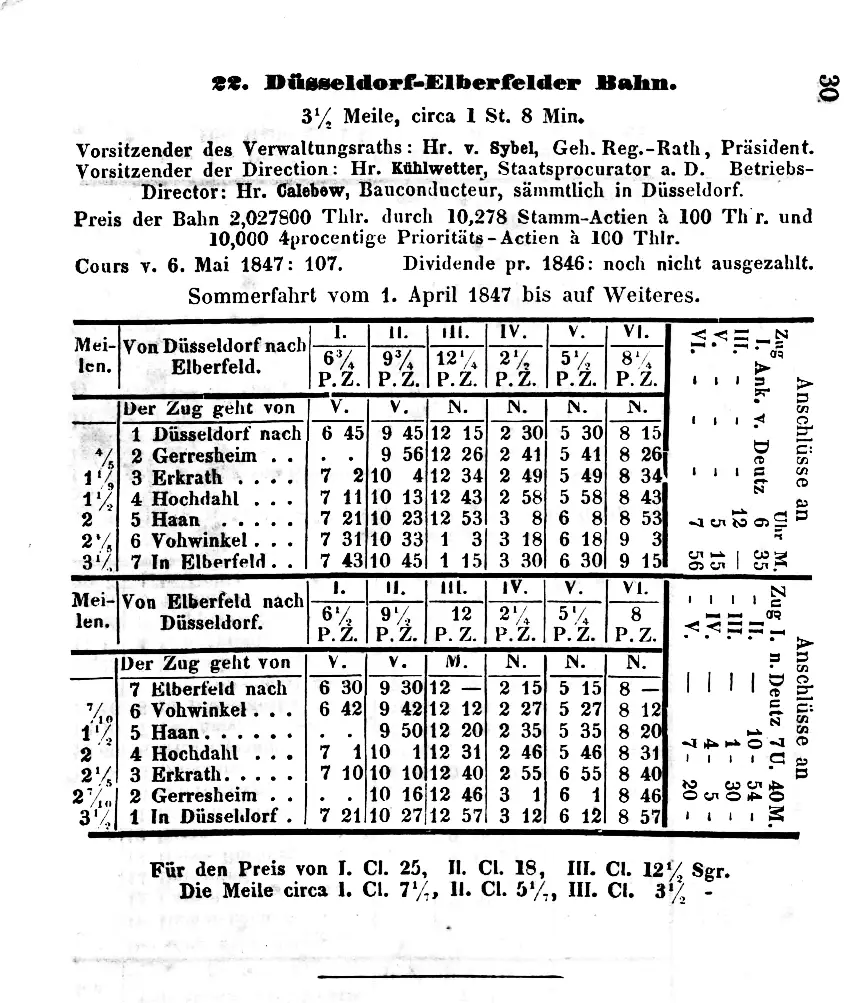
Fahrplan DEE 1847

Zwecks Realisierung der auf das Jahr 1832 zurückzuführenden Idee einer Eisenbahnverbindung zwischen Düsseldorf und Elberfeld wurde im Oktober 1835 die Düsseldorf-Elberfelder Eisenbahn-Gesellschaft gegründet. Mit der Bestätigung des Gründungsstatuts durch die preußische Regierung am 23. September 1837 erlangte die Gesellschaft die Konzession für den Bau und Betrieb der Strecke. Mit dem Bau der ersten 8,12 Kilometer langen Teilstrecke von Düsseldorf bis zum Bahnhof Erkrath wurde am 9. April 1838 begonnen. Die Inbetriebnahme für den Personenverkehr erfolgte am 15. Oktober 1838, dem Geburtstag des Kronprinzen Friedrich Wilhelm. Die Aufnahme des Güterverkehrs folgte am 20. Dezember 1838. Somit war diese Teilstrecke die erste dampfbetriebene Eisenbahnstrecke im Westen Deutschlands und die fünfte dampfbetriebene Bahnstrecke in ganz Deutschland.
Der 12,61 Kilometer lange Abschnitt zwischen den Bahnhöfen Erkrath und Vohwinkel wurde am 10. April 1841 in Betrieb genommen. Weitere 5,45 Kilometer bis zum heutigen Bahnhof Wuppertal-Steinbeck folgten am 3. September 1841. Auf den Verlängerungen wurden zunächst nur Güter transportiert. Der verlängerte Personenverkehr begann erst nach Fertigstellung der Gesamtstrecke am 1. Dezember 1841. Nachdem die Bergisch-Märkische Eisenbahn-Gesellschaft (BME) die Strecke 1857 übernommen hatte, baute sie die Strecke bis 1865 durchgehend zweigleisig aus. Die BME  übernahm 1866 die Aachen-Düsseldorf-Ruhrorter Eisenbahn, die von ihr betriebene Bahnstrecke Mönchengladbach–Düsseldorf und begann im April 1868 mit dem Bau der Hammer Eisenbahnbrücke, die am 24. Juli 1870 eingeweiht wurde. So entstand schon vor der Eröffnung des Düsseldorfer Zentral- bzw. Hauptbahnhofes im Jahr 1891 eine den Rhein zwischen Düsseldorf und Neuss überquerende Ost-West-Eisenbahnverbindung, auf der die Bahnstrecke Düsseldorf–Elberfeld eine zentrale Rolle spielte.
Zum 100-jährigen Jubiläum der Streckeneröffnung errichteten die Reichsbahndirektion Wuppertal und der Heimatverein Düsseldorfer Jonges eine Gedenktafel „zur Erinnerung an entschlossene Pioniere der deutschen Wirtschaft“. Das Relief des Düsseldorfer Bildhauers Emil Jungblut (* 11. Juni 1888, † 24. April 1955) befindet sich heute im Nordtunnel des Düsseldorfer Hauptbahnhofes, stellt im Vordergrund zwei Männer – einer davon ein Arbeiter – und im Hintergrund die von einer Dampflokomotive befahrene Steilrampe Erkrath–Hochdahl dar. Darüber stehen die Worte „Am 20. Dezember des Jahres 1838 fuhr die erste Eisenbahn in Westdeutschland von Düsseldorf nach Erkrath.“

### Alte Streckenführung in Düsseldorf
Die ursprüngliche Trasse auf dem Düsseldorfer Stadtgebiet wich von der heutigen Streckenführung ab. Unmittelbar östlich der Kreuzung mit der Bahnstrecke Mülheim-Speldorf–Troisdorf führte die Strecke weiter geradeaus in genau westlicher Richtung und somit südlich der Straße Höherweg und auch am südlichen Rand der heutigen Automeile Höherweg entlang. In diesem Abschnitt der Trasse verlaufen heute noch Anschlussgleise, wozu auch der niveaugleiche Bahnübergang auf der Ronsdorfer Straße gehört. Weiter westlich liegt das an der Erkrather Straße gelegene Bürozentrum Schwanenhöfe, der östliche Abschnitt der Kiefernstraße, der U-Bahnhof Handelszentrum/Moskauer Straße und auch der heutige Hauptbahnhof auf der Trasse der ehemaligen Teilstrecke. Der Bahnhof Düsseldorf DEE – später Bergisch-Märkischer Bahnhof genannt – befand sich am Südende der heutigen Königsallee, die früher bereits an der Bahnstraße – damals eine nördlich parallel zur Bahnstrecke verlaufende Straße – endete. Weiter westlich unmittelbar am Rhein lag der Bahnhof Düsseldorf Rheinknie, in dem Fahrgäste aussteigen konnten um nach Benutzung einer Fähre ihre Reise im Bahnhof Obercassel Rheinstation über die Bahnstrecke Mönchengladbach–Düsseldorf mit Zügen der Aachen-Neuß-Düsseldorfer Eisenbahn-Gesellschaft in Richtung Neuss, Mönchengladbach und Aachen fortzusetzen. Der Endpunkt der Strecke befand sich zunächst am Hafen. Nach der Inbetriebnahme der Hammer Eisenbahnbrücke wurde die Strecke bis zum Neusser Vorbahnhof nordöstlich des heutigen S-Bahn-Haltepunktes Neuss Am Kaiser verlängert.

### Neue Streckenführung in Düsseldorf
Nachdem die drei Eisenbahngesellschaften, die in Düsseldorf eigene Strecken und Bahnhöfe betrieben, 1879 (CME), 1880 (RhE) und 1882 (BME) verstaatlicht wurden und die Preußische Staatseisenbahnen, die unmittelbar vor den Verstaatlichungen bereits große Anteile (CME 74, BME 64 und RhE 42 Prozent) an den Gesellschaften besaßen, deren Vermögen und Betrieb übernahmen, war schon aus betrieblichen Gründen die Zusammenlegung der drei Bahnhöfe notwendig. Weil außerdem der Bergisch-Märkische und Köln-Mindener Bahnhof einer Stadterweiterung nach Süden, dem Bau der Friedrichstadt, im Wege standen, wurde der neue Zentralbahnhof an der südöstlichen Grenze der Stadtmitte zu Oberbilk gebaut und am 1. Oktober 1891 eingeweiht und in Betrieb genommen. Dieser Neubau erforderte auch teilweise neue Trassen für die bestehenden Bahnstrecken. So erhielt die Bahnstrecke Düsseldorf–Elberfeld ihre heutige Streckenführung.
Die neue Trasse aus damaliger Perspektive vom neu gebauten Zentralbahnhof aus verlief zunächst in Richtung Nordwesten entlang der bestehenden Trasse der Stammstrecke der Köln-Mindener Eisenbahn-Gesellschaft bis zur Abzweigstelle Wehrhahn CME. Dort schwenkte sie nach Osten und folgte der ebenfalls schon bestehenden Trasse der Düsseltalbahn der Rheinischen Eisenbahn-Gesellschaft. Östlich der Kreuzung mit der Bahnstrecke Mülheim-Speldorf–Troisdorf traf sie dann wieder auf ihre eigene ursprüngliche Trasse. An dieser Stelle schwenkte die ursprüngliche Strecke der Düsseltalbahn nach Nordosten und verlief dann zum eigenen Bahnhof Gerresheim RhE und weiter nach Mettmann. 1891 wurde auch diese Trasse aufgegeben und die Züge über Mettmann nach Wuppertal (heute S-Bahn-Linie S 28) stattdessen über die parallel verlaufende Bahnstrecke Düsseldorf–Elberfeld und den noch heute als S-Bahn-Haltepunkt bestehenden Bahnhof Gerresheim BME geführt.

## Betrieb

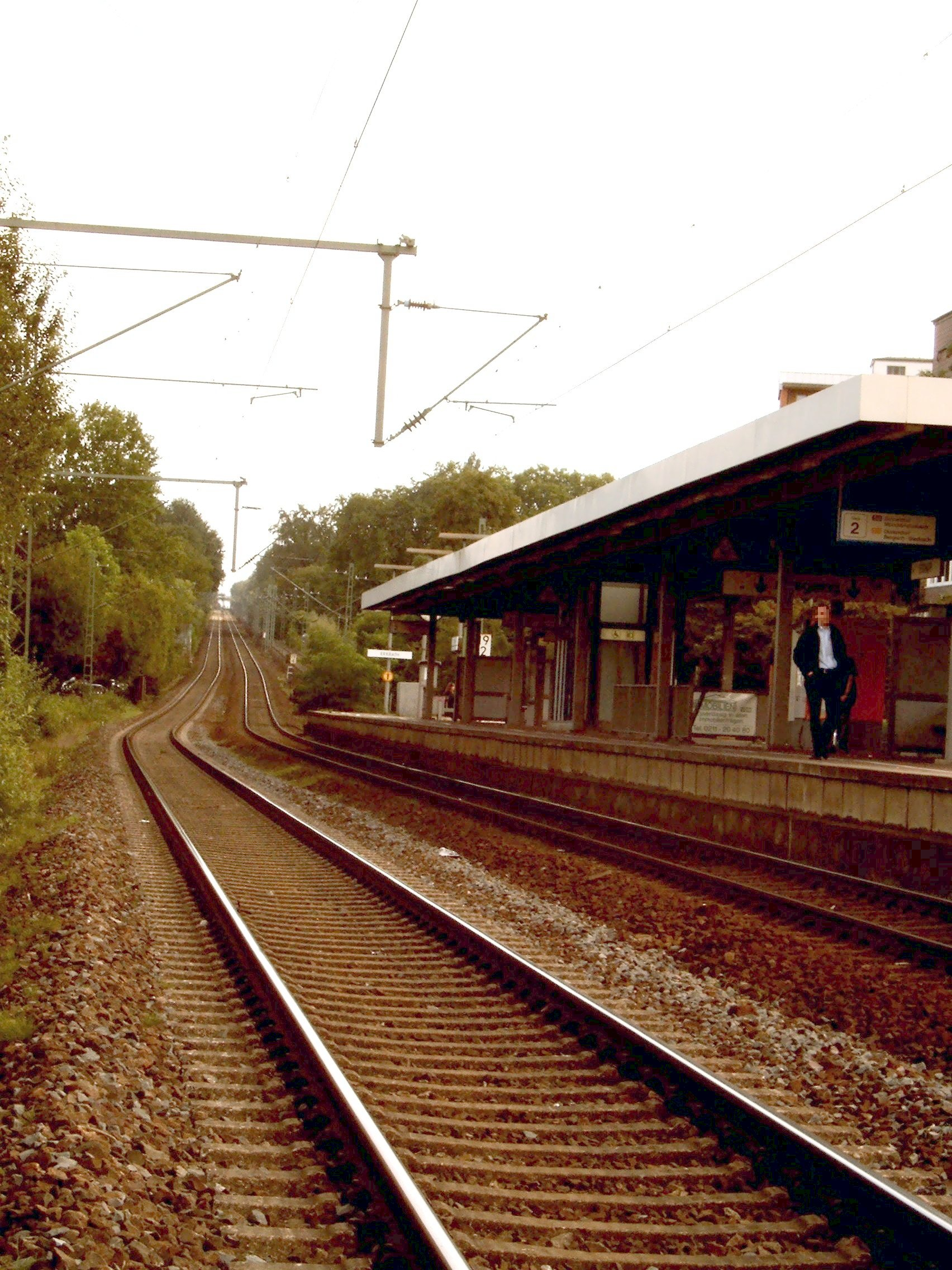
Haltepunkt Erkrath und die Steilrampe Erkrath–Hochdahl

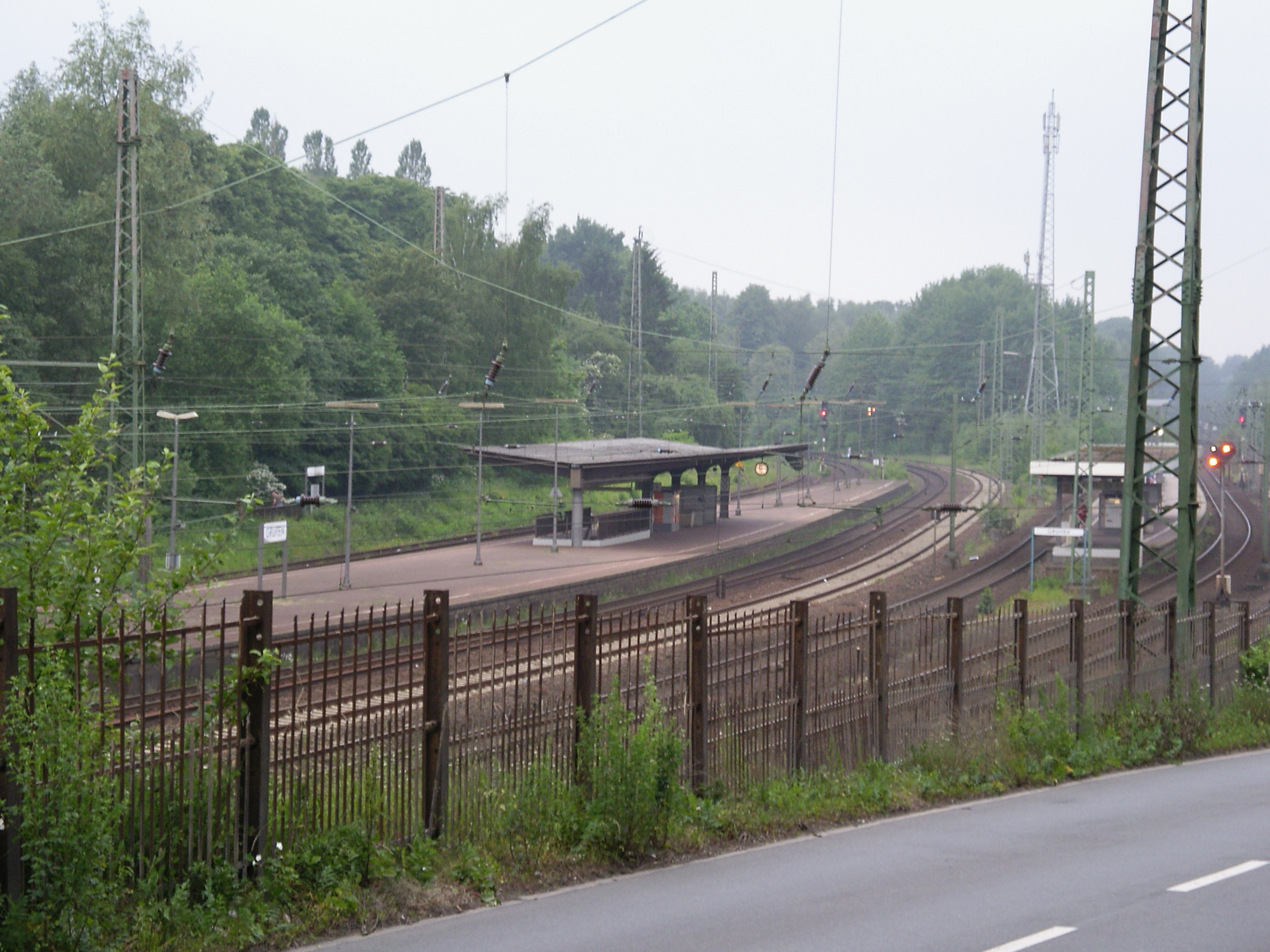
Bahnhof Haan-Gruiten, links die Bahnstrecke nach Solingen, mittig daneben die S-Bahn-Gleise mit Bahnsteig und rechts vorne die Gleise der Fernbahnstrecke

### Steilrampe Erkrath-Hochdahl
Die größte Schwierigkeit beim Bau der Strecke stellte die Überwindung des Höhenunterschiedes von 82 Metern auf 2,5 Kilometer zwischen Erkrath und Hochdahl dar. Wegen der Steigung von 33,3 ‰ konnte dieses Teilstück über lange Zeit nur mit Hilfe einer Seilzuganlage überwunden werden, zunächst angetrieben durch eine stationäre Dampfmaschine, wenig später mit einer talwärts fahrenden Lok auf einem eigens dafür gebauten dritten Gleis. Ab 1926 wurde an Stelle der Seilzüge mit zusätzlichen Vorspann- oder Schiebelokomotiven gearbeitet. Die Steilrampe wurde 1963 elektrifiziert und war danach wieder nur zweigleisig, bis 1985 wegen des geplanten S-Bahn-Betriebs erneut ein drittes Gleis hinzukam. 1988 wurde das Streckengleis Richtung Wuppertal der neugebauten S-Bahn-Strecke zugeordnet.

### Aktuelle Bedeutung
Die Strecke ist von zentraler Bedeutung für die Anbindung der Stadt Wuppertal an den Regional- und Fernverkehr. So führen sämtliche EC/IC- und ICE-Verbindungen der Stadt ebenso die Regional-Express-Linie RE 7 (Rhein-Münsterland-Express) und die Regionalbahn-Linie RB 48 (Rhein-Wupper-Bahn) über den Abschnitt zwischen Wuppertal Hbf und der Abzweigstelle Linden, ab der sie weiter über die Bahnstrecke Gruiten–Köln-Deutz geführt werden.
Die gesamte Strecke befahren die Regional-Express-Züge der Linien RE 4 (Wupper-Express) und RE 13 (Maas-Wupper-Express). Der von ihnen benutzte Abschnitt zwischen der Abzweigstelle Haan-Gruiten (Abzw) und dem Bahnhof Düsseldorf-Gerresheim ist nur eingleisig, die übrigen Abschnitte zweigleisig.
Ebenfalls auf kompletter Länge verkehrt die S-Bahn-Linie S 8, allerdings über die vollständig zweigleisige S-Bahn-Strecke auf derselben Trasse. Die S-Bahn-Gleise zwischen Wuppertal Hbf und Bahnhof Wuppertal-Vohwinkel benutzen auch die Züge der S-Bahn-Linie S 9, welche anschließend über die Bahnstrecke Wuppertal-Vohwinkel–Essen-Überruhr weiter fahren. Über die S-Bahn-Gleise im Düsseldorfer Stadtgebiet verkehren auch die von der Regiobahn GmbH betriebenen Züge der S-Bahn-Linie S 28, welche im Bahnhof Düsseldorf-Gerresheim niveaugleich abzweigen um weiter über die Wuppertaler Nordbahn Richtung Mettmann zu fahren. Während der Hauptverkehrszeit ergänzen zwischen den Bahnhöfen Wuppertal-Vohwinkel und Langenfeld (Rheinland) (Abschnitt Vohwinkel – Düsseldorf Hbf nur in Lastrichtung) Verstärkerzüge der Linie S 68 das Angebot der Linien S 8 bzw. S 6.